# عاشق دوگانه
عاشق دوگانه (به فرانسوی: L'Amant Double) فیلمی در ژانر درام به کارگردانی فرانسوآ ازون است که در سال ۲۰۱۷ منتشر شد. این فیلم برای رقابت در بخش نخل طلا هفتادمین جشنواره فیلم کن انتخاب شد.

## داستان
کلوئه زن جوانیست که عاشق روانکاو خود پاول می‌شود. وی بعد از مدتی ارتباط با پاول درمی‌یابد که او بخشی از هویت خود را پنهان کرده است. 

## بازیگران
- ژاکلین بیست
- مارین واکت
- ژرمی رنیر